# Schwicheldt
Schwicheldt ist ein Dorf und westlicher Ortsteil der Stadt Peine im Landkreis Peine in Niedersachsen. Der Ort grenzt am nördlichen Rand an den Mittellandkanal und wird von der Bundesstraße 65 durchquert.

## Geschichte
Erste urkundliche Erwähnung findet der Ort im Jahr 1131 als „Shvegelten“, später „Sueglete“, „Suechlete“ und „Sulglete“, auch „Schwicholt“. Schwicheldt wurde 1185 zur selbstständigen Pfarre und 1215 der Priester Eckerhardus urkundlich belegt. Das auf dem hiesigen Rittergut ansässige Adelsgeschlecht von Schwicheldt benannte sich nach dem Ort. Es erscheint erstmals 1169 mit Elveric(h), Reindag und Bertoldus, Ministerialen des Stifts Hildesheim, in einer Urkunde des Bischofs Hermann von Hildesheim. 
Bereits ab 1360 besaß auch die benachbarte Adelsfamilie von Oberg aus Oberg Grundbesitz in Schwicheldt. Um 1550 erbaute der damalige Besitzer, Christoph von Oberg, in der Feldmark die Giesenburg. Da diese aber von der Stadt Hildesheim als damaligen Pfandherren des Amtes Peine als Bedrohung empfunden wurde, unterband die Stadt die Fertigstellung. In der Nähe befindet sich eine nur aus Luftbildern bekannte, abgegangene mittelalterliche Burganlage.
Mit der Gebietsreform, die am 1. März 1974 in Kraft trat, wurde Schwicheldt ein Ortsteil der Stadt Peine.

## Politik

### Ortsbürgermeister
Ortsbürgermeister ist Christian Bartscht (CDU).

### Ortsrat
Der Ortsrat wurde am 12. September 2021 von den Schwicheldter Bürgern neu gewählt und setzt sich wie folgt zusammen:
- Christian Bartscht – Ortsbürgermeister (CDU)
- Markus Jakomet – stellv. Ortsbürgermeister (SPD)
- Juliana Almeling (CDU)
- Dr. Arne Buchholz – Fraktionsvorsitzender (SPD)
- Sonja Tidow – Fraktionsvorsitzende (CDU)

Weitere Schwicheldter Mandatsträger:
- Markus Jakomet (SPD): Rat der Stadt Peine
- Jasper Betz (CDU): Rat der Stadt Peine
- Christoph Moritz (CDU): Kreistrag des Landkreises Peine[6]

Wahlergebnis – Ortsratswahl Schwicheldt 12. September 2021:
- SPD (Sozialdemokratische Partei Deutschlands) 45,79 % [918 Stimmen]
- CDU (Christliche Demokratische Union Deutschlands) 47,78 % [958 Stimmen]
- FW-PB (Wählergemeinschaft Freie Wähler Peiner Land – Peiner Bürgergemeinschaft) 6,43 % [129 Stimmen]

Sitzverteilung im Ortsrat:
- SPD, 2 Sitze
- CDU, 3 Sitze

Gewählte Kandidaten:
| Partei | Kandidat/in         | Mandat         | Stimmen |
| ------ | ------------------- | -------------- | ------- |
| SPD    | Jakomet, Markus     | direkt gewählt | 283     |
| SPD    | Dr. Buchholz, Arne  | Listenplatz 2  | 83      |
| CDU    | Bartscht, Christian | direkt gewählt | 564     |
| CDU    | Almeling, Juliana   | direkt gewählt | 116     |
| CDU    | Tidow, Sonja        | Listenplatz 3  | 60      |

## Wappen
Das Wappen zeigt auf einem goldenen Schild eine rote Blume mit zwei Laubblättern aus der in der Mitte einer Kelchblüte und zu den Seiten zwei Rosenblüten mit goldenen Butzen entspringen. Die Blume steht auf einem roten sechsspeichigen Rad und symbolisiert eine Lebensblume. Das Rad steht in der bäuerlichen Volkskunst ebenfalls als Sinnbild des Lebens und stellt in diesem Fall ein Jahresrad mit sechs Doppelmonaten dar. Die Darstellung auf dem Wappen ist den Schnitzereien auf dem Türholm eines Bauernhauses aus dem Jahr 1856 nachempfunden. Die Farben Rot-Gold erinnern an die Zugehörigkeit zum ehemaligen Hochstift Hildesheim.
Das Wappen wurde am 19. Januar 1952 vom Regierungspräsidenten in Hildesheim bestätigt, der Entwurf stammt von Rudolf Dehnke.

## Kultur und Sehenswürdigkeiten
- Das Rittergut im Zentrum des Dorfes war der namensgebende Stammsitz der Familie von Schwicheldt. Später ging der Besitz bis 1843 an die Familie von Oberg über. Um 1550 erbaute Christoph von Oberg, der damals Schwicheldt besaß, in der Feldmark an der alten Heerstraße Peine-Hannover die (nicht erhaltene) Giesenburg. Die Flurbezeichnung „Der Burgkamp“ zeugt noch heute davon.[9] Die Grafen von Schwicheldt auf Söder erwarben das 250 ha große Rittergut danach zurück und vererbten es nach ihrem Erlöschen im Mannesstamm im 20. Jahrhundert an die Grafen Hardenberg, die dort bis heute ansässig sind. Der rechteckige Gutshof ist durch ein Torhaus mit der Jahreszahl 1782 zugänglich. Östlich des Herrenhauses schließt sich ein Park an, in dem sich die sogenannte „alte Kapelle“ (um 1700) befindet.
- Der Schwicheldter Wasserturm mit etwa 20 m Höhe steht heute unter Denkmalschutz. Er wurde von der Reichswasserstraßenverwaltung als Wasserversorgungsanlage für die Gemeinde errichtet, weil der Bau des Mittellandkanals das Grundwasser absenkte.
- Die neugotische Kirche aus dem Jahre 1843 enthält im unteren Bereich noch Teile des ursprünglichen Baus von 1185.

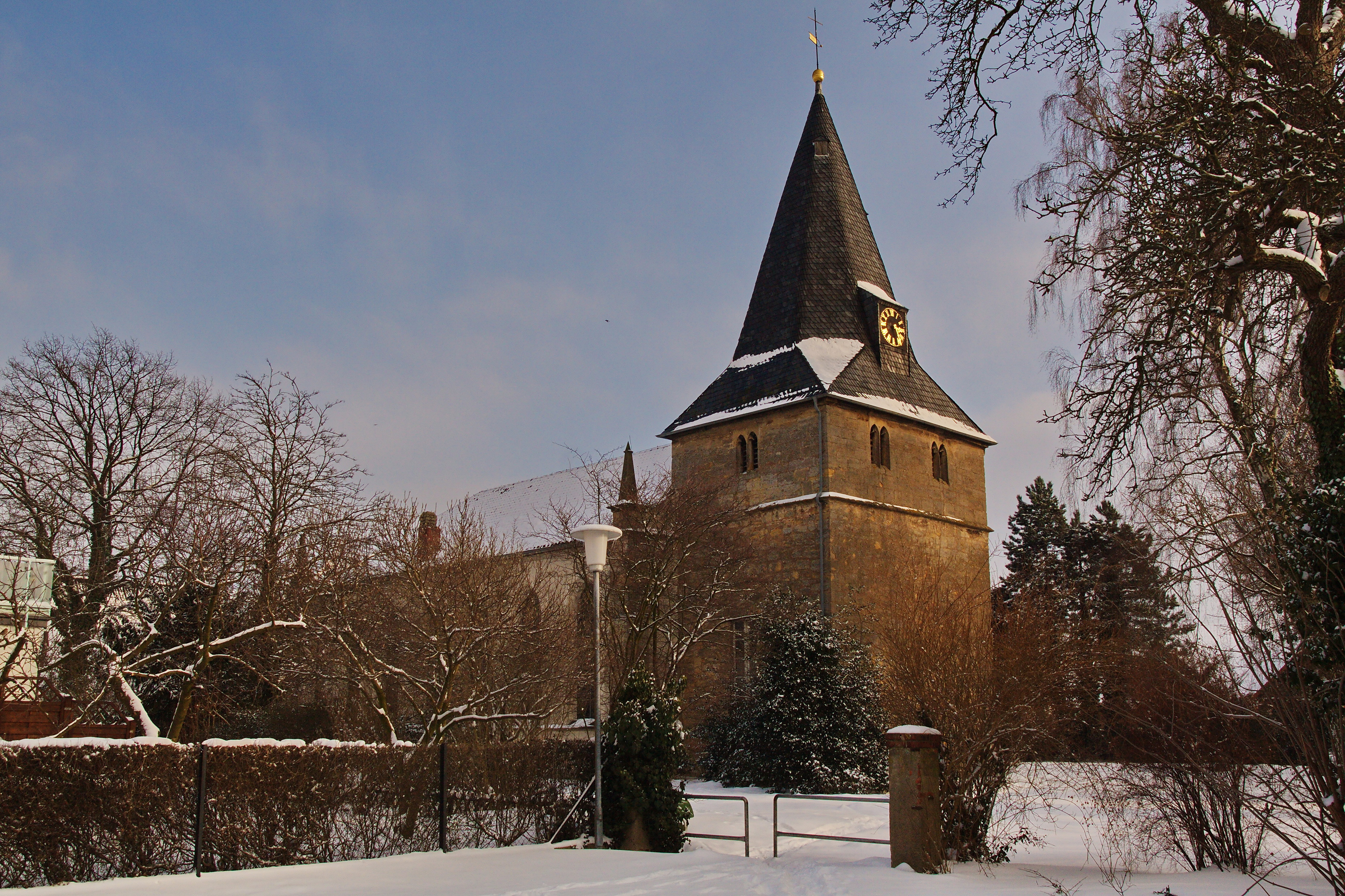
Kirche von 1843
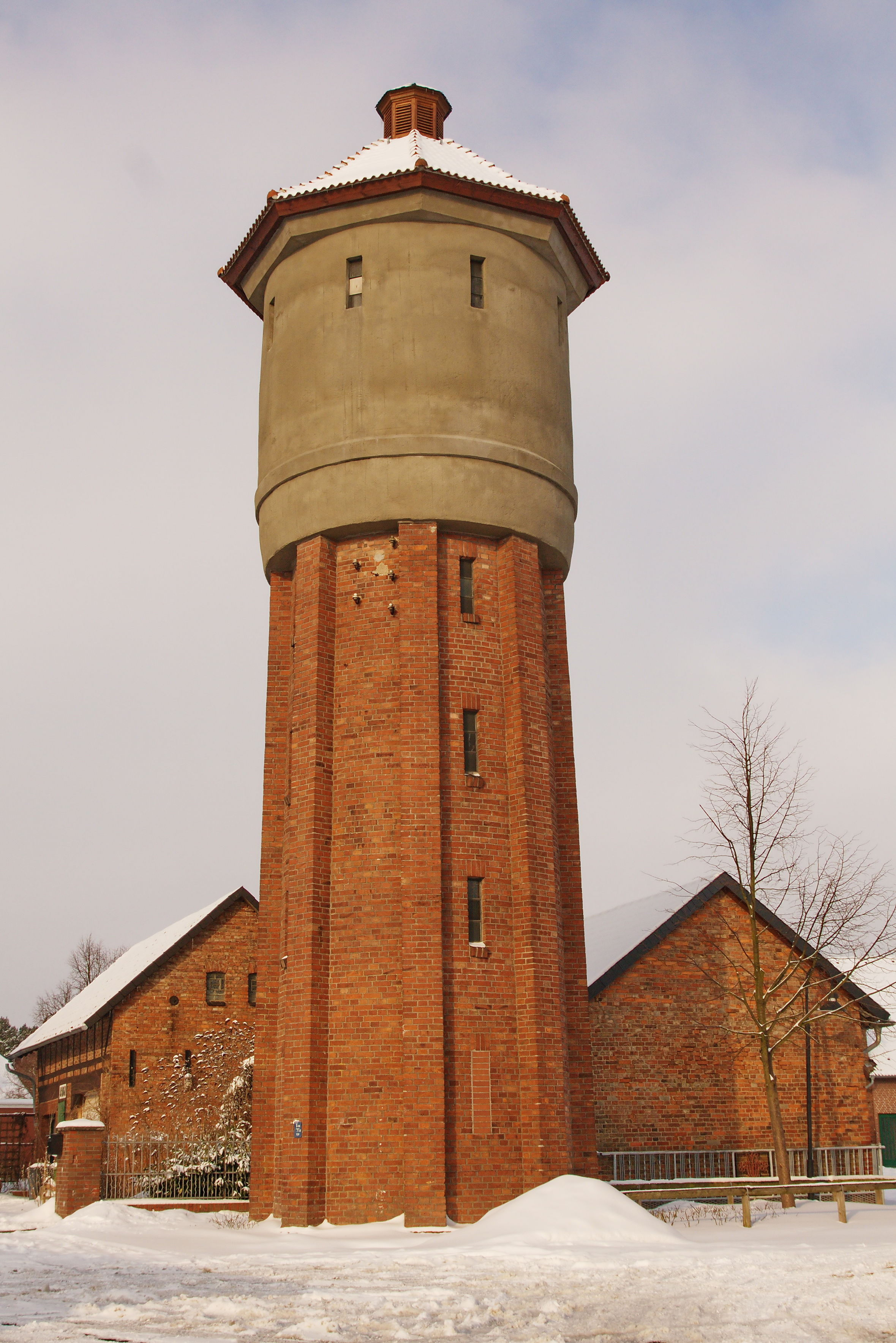
Wasserturm
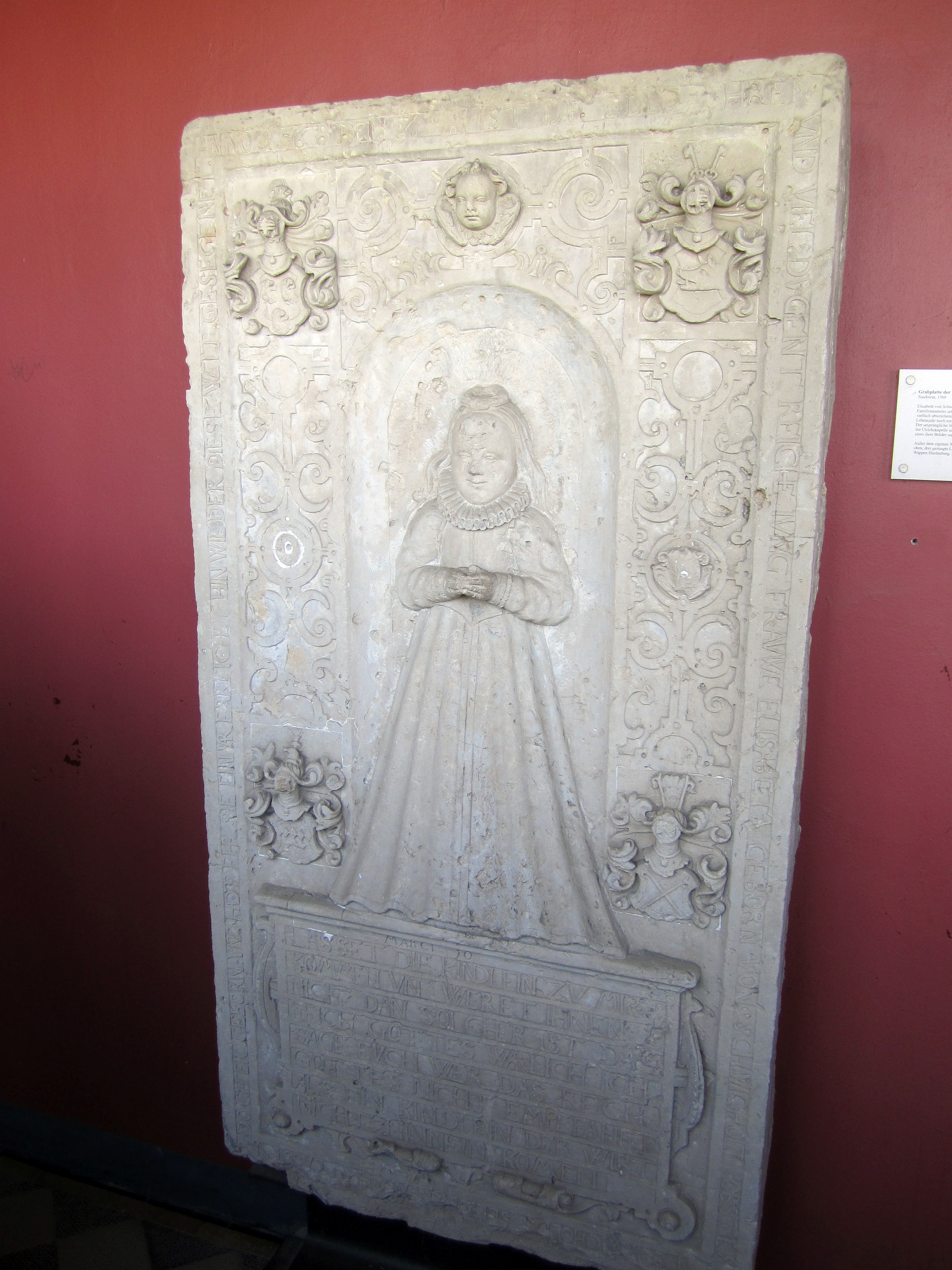
Epitaph der Elisabeta von Schwicholt († 2. Mai 1568) in der Kaiserpfalz zu Goslar
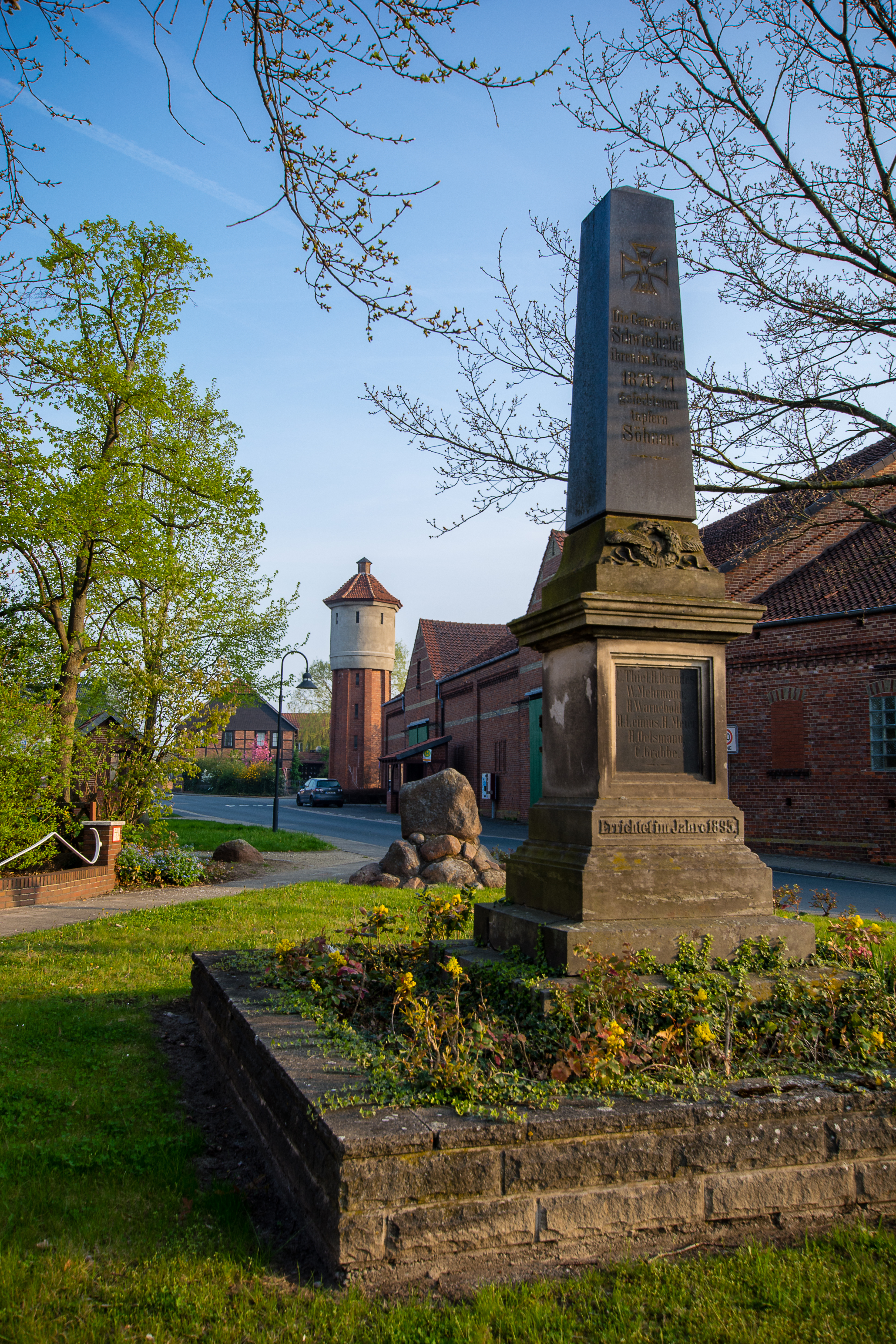
Kriegerdenkmal und Wasserturm in der Ortsmitte
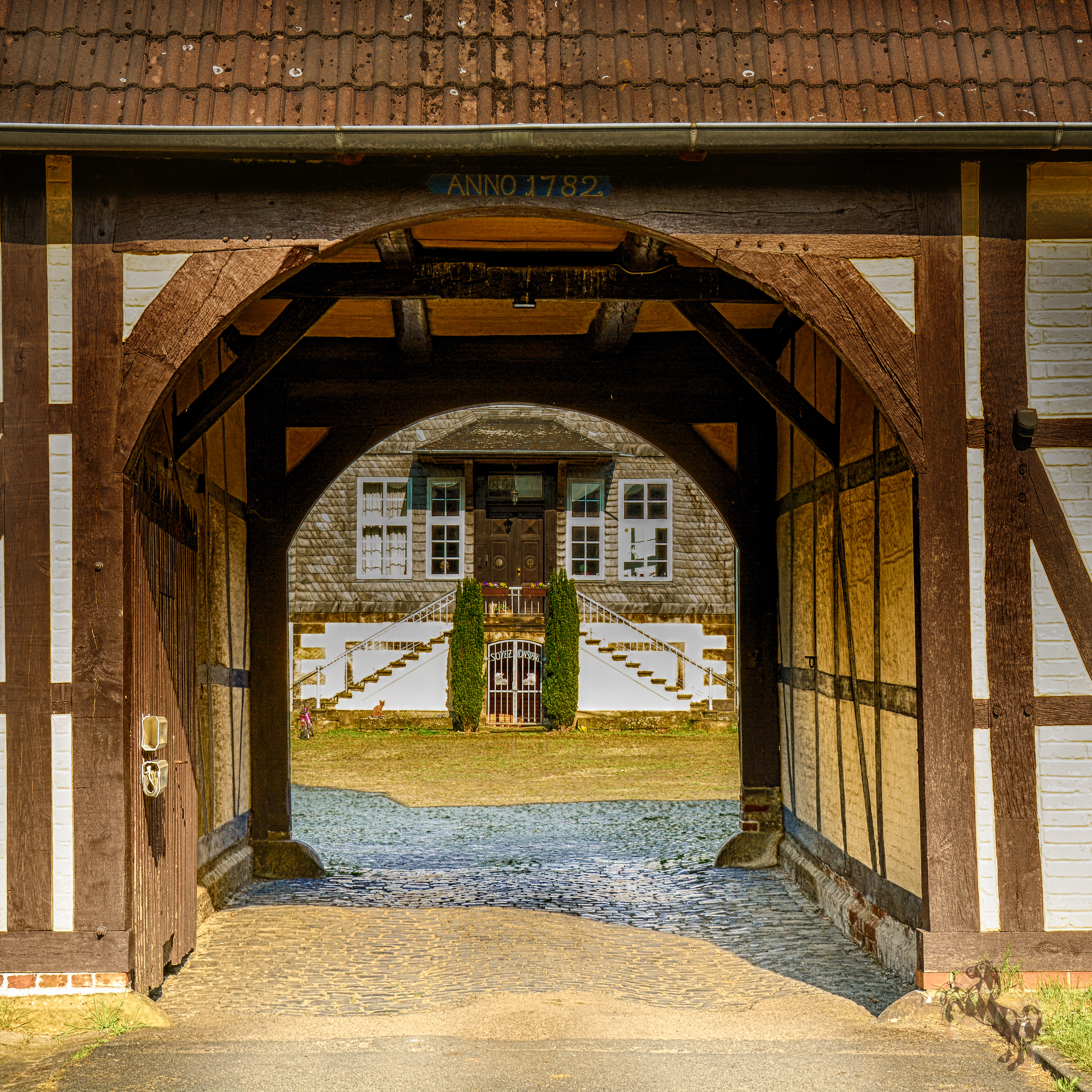
Fachwerk-Torhaus des Rittergutes von 1782
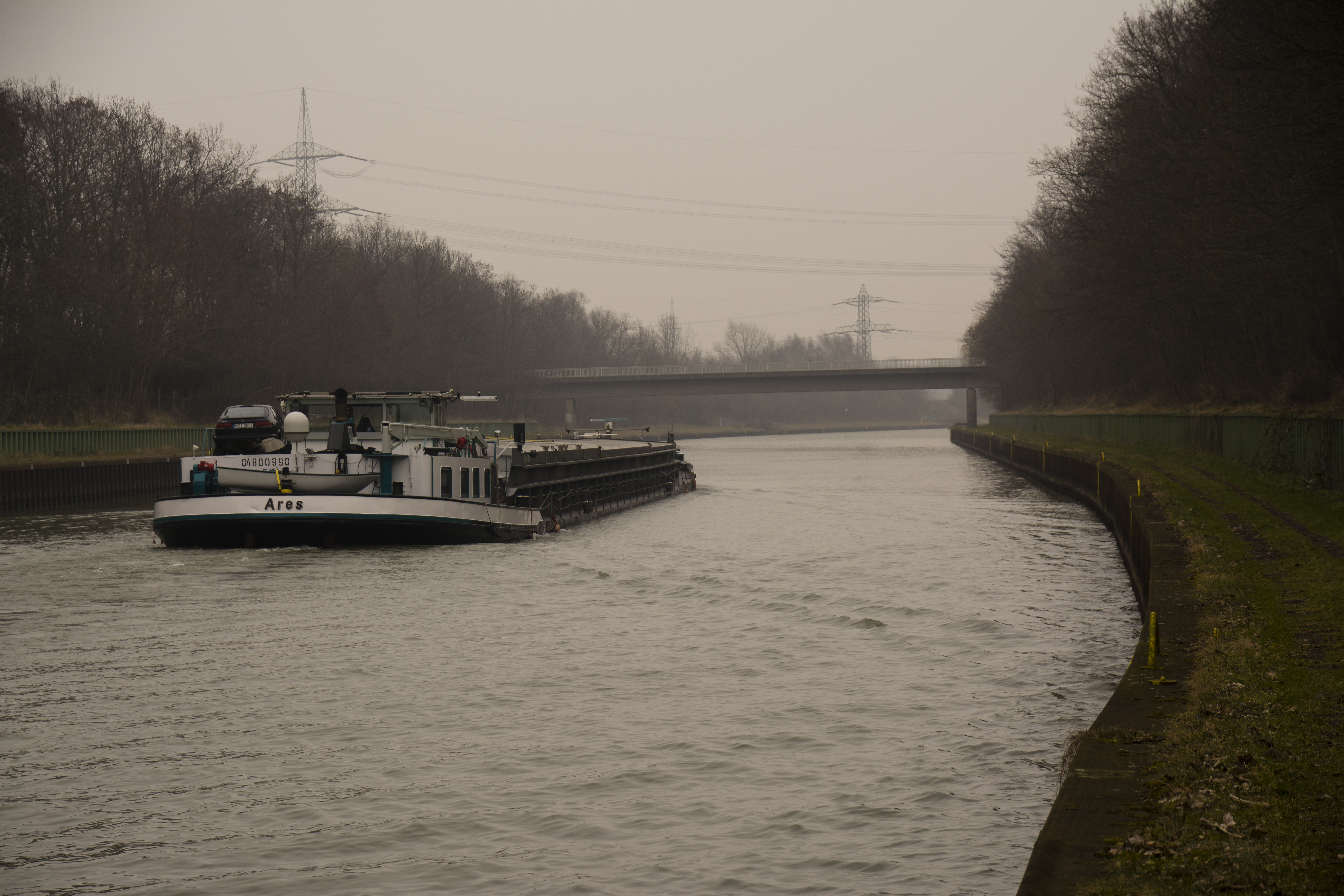
Mittellandkanal bei Schwicheldt
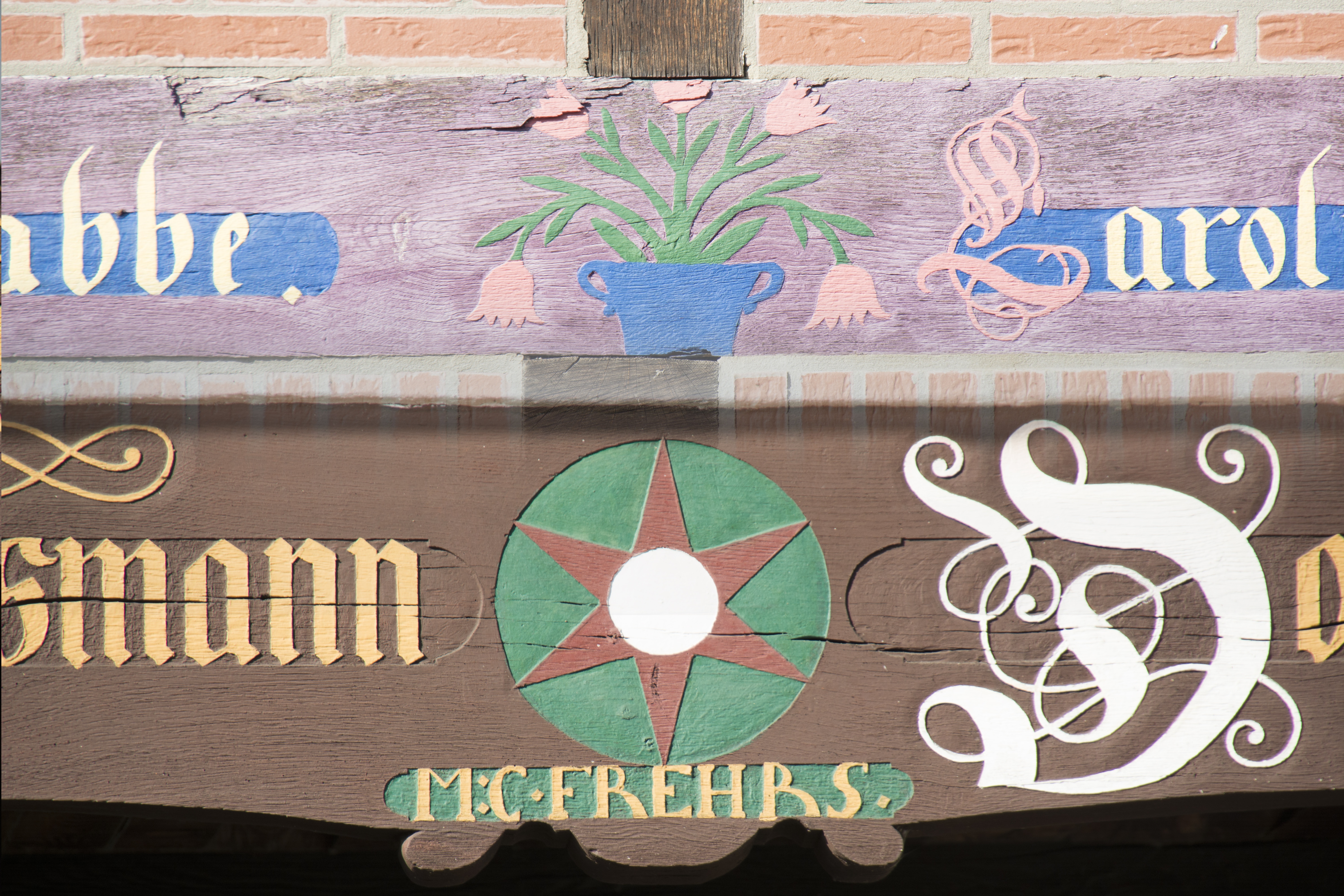
Die erhaltenen Fachwerkhäuser tragen am Hausbalken Elemente, die im heutigen Wappen wiederzufinden sind.

## Nachbarorte
- Rosenthal
- Berkum
- Hofschwicheldt
- Equord
- Mehrum

## Verkehr

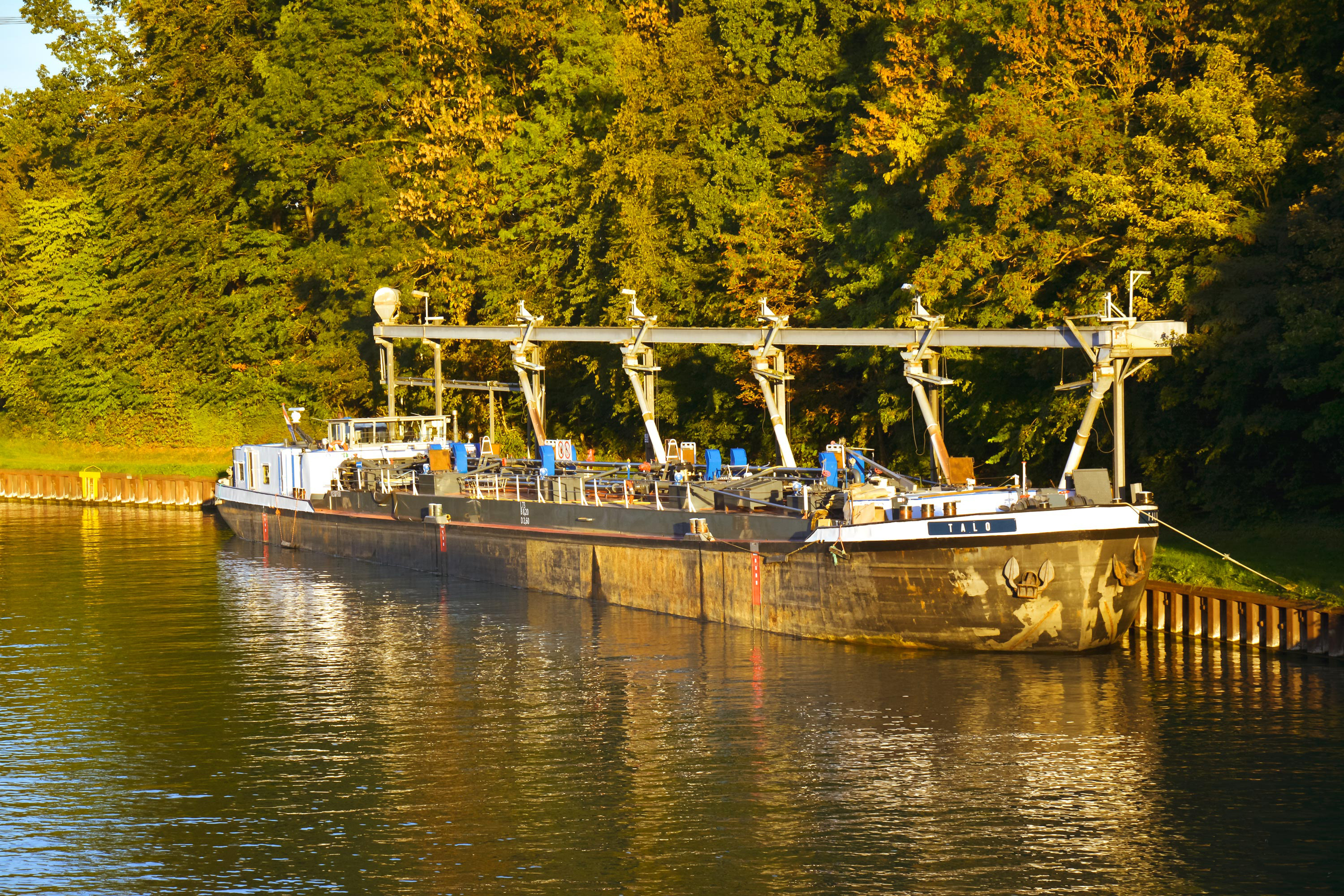
Lände Schwicheldt am Mittellandkanal

Verkehrsmäßig ist Schwicheldt zu der südlich verlaufenden Bundesstraße 65 hin erschlossen. Für die Schifffahrt besteht am Mittellandkanal die Lände Schwicheldt als Anlegemöglichkeit, die von der Agravis Raiffeisen betrieben wird.

## Söhne und Töchter
- Andreas Hannemann (* 1961), Generalmajor des Heeres der Bundeswehr